# Evan Siddall
Evan Siddall, né en 1965 à Toronto, est le président et premier dirigeant de la Société canadienne d'hypothèques et de logement. 
Il siège aussi au conseil d'administration de la Davis Phinney Foundation.

## Biographie
Evan Siddall est titulaire d’un baccalauréat en économie de gestion de l'Université de Guelph et d'un baccalauréat en droit de l'Osgoode Hall Law School de l'Université York. Il participe aussi à un programme annuel d'éducation de cadres supérieurs à la Harvard Business School.

### Carrière
Siddall entre à la fonction publique en 2010, à la Banque du Canada, à titre de conseiller spécial du gouverneur de la Banque du Canada et de représentant principal de la Banque du Canada à Toronto, centre financier du Canada. Il est nommé premier dirigeant de la SCHL pour un mandat de cinq ans le 1er janvier 2014. Sous la direction de Siddall, la SCHL a piloté l'élaboration de la Stratégie nationale sur le logement du Canada.
Il travaille pendant cinq ans (1989-1994) chez Burns Fry Limited (renommée plus tard BMO Nesbitt Burns) avant de quitter son poste de directeur général pour devenir vice-président chez Goldman Sachs & Co en 1997. Promu au poste de directeur général en 2001, Evan Siddall quitte Goldman en 2002 pour se joindre à Lazard Frères & Co en tant que directeur général résident et chef du bureau canadien. En 2009, il se joint à Fort Reliance Limited, société mère d'Irving Oil, en qualité de chef des services financiers. Il a également cofondé la brasserie artisanale Side Launch Brewing Co,.
Siddall a déjà été président du conseil des gouverneurs de l'Université de Guelph. Il a aussi présidé le Council of Chairs of Ontario Universities, la Power Plant Contemporary Art Gallery ainsi que le club de ski Osler Bluff.

### Vie privée
Evan Siddall est né à Toronto, en Ontario, et a fait ses études secondaires à la Bishop Macdonell Catholic High School de Guelph (Ontario).
Evan Siddall, qui a reçu un diagnostic d'une forme précoce de la maladie de Parkinson en 2014, a créé un évènement sportif annuel, le Growling Beaver Brevet, qui recueille des fonds pour venir en aide aux personnes atteintes de cette maladie. Depuis 2016, il siège au conseil d'administration de la Davis Phinney Foundation.